# Pseudocellus pelaezi
Pseudocellus pelaezi är en spindeldjursart som först beskrevs av Coronado Gutierrez 1970.  Pseudocellus pelaezi ingår i släktet Pseudocellus och familjen Ricinoididae. Inga underarter finns listade i Catalogue of Life.